# Tômbolo

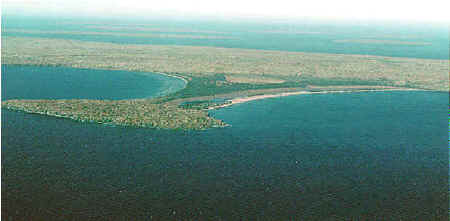
Tômbolo na ilha Stockton (Wisconsin).

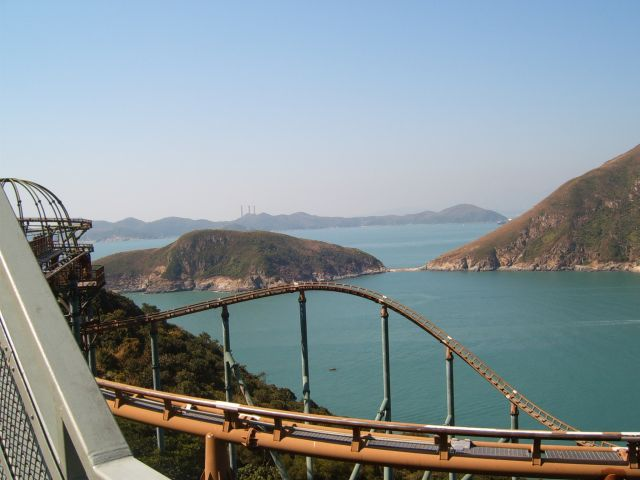
Ap Lei Pai (esq.), um ilhéu ligado a Ap Lei Chau (dir.), em Hong Kong.

Um tômbolo (do Latim tumulus, "túmulo") é um istmo de areia, ou terra: ou seja, um acidente geográfico que une uma ilha a um continente, mediante uma estreita faixa (chamada barra) formada da acumulação de sedimentos. 
Um conjunto de ilhas ligadas por barras que sobem acima do nível do mar é chamado "aglomerado de tômbolos". Dois tômbolos congéneres podem formar uma pequena baía chamada  laguna. Na costa portuguesa a Península de Peniche é um exemplo caracterítico desse fenómeno. No litoral norte catarinense existe o mais complexo tômbolo da costa brasileira.

## Outros exemplos
- Peniche, Portugal
- Península de Aupouri, na Nova Zelândia
- Palisadoes, na Jamaica
- Prasonisi, na ilha de Rodes, na Grécia
- São Pedro e Miquelão, coletividade de ultramar da França
- Monte Argentario, Toscana da Italia
- Ilha Porchat, Praia do Itararé, São Vicente, Brasil